# Witchcraft
Witchcraft je hrvatski thrash/heavy metal sastav iz Splita.

## Povijest
Sastav je 1988. godine osnovao gitarist Dejan Katalenić, poznat pod pseudonimom Vinnie Witchcraft. Neko se vrijeme vjerovalo kako je sastav nastao kao alternativni projekt splitskog thrash metal sastava Evil Blood. Ipak, Dejan Katalenić sam je potvrdio kako nikad nije bio član Evil Blooda te kako je sastav osnovao isključivo on sam. Sastav se raspao 2002., nakon burne rasprave oko raspodjele novca.
Sastav se ponovno okupio 2014. godine. Sastav je kroz prvih 14 godina djelovanja objavio samo jedan demoalbum, dok su zasad nakon ujedinjenja objavili 4 kompilacijska albuma i prvi singl 2018. godine.

## Članovi
Sadašnja postava
- Tanja Melanie Hrvat – vokali (2014.-sada)
- Dejan Katalenić – gitara (1988. – 2002.'2014.-sada), vokali (2000.)
- Valentino Žulić  – gitara (2020.-sada)
- Arthur Gandzhumyan – bubnjevi (2020.-sada)

Bivši članovi
- Emir Hot – gitara (2016.)
- Stefan Kords – bas-gitara (1991. – 1993.)
- Vibor Čović Bonaj – bas-gitara (2013.) (Gods Of War & Dream Devil recorded originally under band Oahron)
- Milan Čojić "Čoja" – bas-gitara (1988. – 2000.)
- Davor Gradinski – bas-gitara (1990., 2000. – 2002.), vokali (1990.)
- Zoran Krmpotić – bubnjevi (2020.)
- Pablo Cortez – bubnjevi (2014. – 2016.)
- Elvis Katić – bubnjevi (2000. – 2001.)
- Silvio Škare Braco – drum mašina (1988.)
- Goran Pinterić Pinta – gitara (1988. – 2002.)
- Marin Novoselac – gitara (2020. – 2021.)
- Jasmina – gitara (2019.)
- Neno Munitic – akustična gitara (1988.)
- Bojan Antolić Božo – gitara
- Denis Gabrić – vokali (1988.)
- Damir Hictaler – vokali (1991. – 1993.)
- Goran Karan – vokali (2000.)
- Dean Brkić Clea – vokali (1990.)
- Ines Žižić – vokali (2002.)
- Julijana Matković – bas gitara (2019. – 2020.)
- Jan Pele Ivelić - bubnjevi (2016.)
- BAT - vokali (2001.)
- Siniša Vuco - Vokali (1988. – 1989.)

## Diskografija
Demo uradci
- Eternal Sea (1989.)

Kompilacijski albumi
- Gods of War (2016.)
- Vinnie's Eternal Sea (2017.)
- Wheel of Life (2017.)

Singlovi
- Sinful Nun (2018.)